# ريان سيغير
ريان سيغير (بالإنجليزية: Ryan Seager)‏ (5 فبراير 1996 في المملكة المتحدة - ) هو لاعب كرة قدم بريطاني في مركز الهجوم. شارك مع منتخب إنجلترا تحت 17 سنة لكرة القدم. أما مع النوادي، فقد لعب مع نادي ساوثهامبتون ونادي كرو ألكساندرا.

## وصلات خارجية
- ريان سيغير على موقع الاتحاد الأوربي (الإنجليزية)
- ريان سيغير على موقع قاعدة بيانات كرة القدم.إي يو (الإنجليزية)
- ريان سيغير على موقع Soccerbase.com (لاعب) (الإنجليزية)
- ريان سيغير على موقع Soccerway.com (الإنجليزية)
- ريان سيغير على موقع عالم كرة القدم.نت (الإنجليزية)
- ريان سيغير على موقع AS.com (الإسبانية)